# Freischwimmer (Album)
Freischwimmer ist das zweite Studioalbum der deutschen Popgruppe Echt. Es erschien am 10. September 1999 bei dem Label Laughing Horse.

## Hintergrund
Die Aufnahme für das Album Freischwimmer fand von 1998 bis 1999 statt.

## Titelliste
| #  | Titel                                         | Autor(en)                                                                      | Produzent(en) | Länge |
| -- | --------------------------------------------- | ------------------------------------------------------------------------------ | ------------- | ----- |
| 1  | Du trägst keine Liebe in dir                  | Michel van Dyke                                                                | Franz Plasa   | 4:22  |
| 2  | Es geht vorbei                                | Michel van Dyke                                                                | Franz Plasa   | 4:15  |
| 3  | 2010                                          | Michel van Dyke                                                                | Franz Plasa   | 3:56  |
| 4  | Halbwegs                                      | Franz Plasa, Echt                                                              | Franz Plasa   | 5:01  |
| 5  | Kleine Wolke über einem französischen Mädchen | Franz Plasa, Echt                                                              | Franz Plasa   | 5:08  |
| 6  | Lange Beine                                   | Franz Plasa, Echt                                                              | Franz Plasa   | 4:27  |
| 7  | Vielleicht lieber morgen                      | Echt                                                                           | Franz Plasa   | 4:04  |
| 8  | Romeos                                        | Michel van Dyke                                                                | Franz Plasa   | 4:18  |
| 9  | Ein Winter lang                               | Franz Plasa, Echt                                                              | Franz Plasa   | 4:29  |
| 10 | Diese Nummer                                  | Echt                                                                           | Franz Plasa   | 3:43  |
| 11 | Frunk                                         | Franz Plasa, Echt                                                              | Franz Plasa   | 3:29  |
| 12 | Weinst du                                     | Joachim Schlüter, Jan Kelber, Stefan Endrigkeit, Lars Plogschties, Dirk Züther | Franz Plasa   | 4:11  |

## Rezeption

### Rezensionen
Gurly Schmidt, Musikkritiker von laut.de, schrieb zusammenfassend zu den Titeln des Albums: „[…] "Freischwimmer" ist eine Ladung guter deutscher Musik einer beachtlichen deutschen Band, die uns hoffentlich bis mindestens 2010 erhalten bleibt.“

### Charts und Chartplatzierungen
| ChartsChartplatzierungen | Höchstplatzierung | Wochen |
| ------------------------ | ----------------- | ------ |
| Deutschland (GfK)        | 1 (47 Wo.)        | 47     |
| Österreich (Ö3)          | 6 (28 Wo.)        | 28     |
| Schweiz (IFPI)           | 9 (11 Wo.)        | 11     |

| ChartsJahrescharts (1999) | Platzierung |
| ------------------------- | ----------- |
| Deutschland (GfK)         | 38          |

| ChartsJahrescharts (2000) | Platzierung |
| ------------------------- | ----------- |
| Deutschland (GfK)         | 44          |

### Auszeichnungen für Musikverkäufe
| Land/Region        | Auszeichnungen für Musikverkäufe (Land/Region, Auszeichnung, Verkäufe) | Verkäufe |
| ------------------ | ---------------------------------------------------------------------- | -------- |
| Deutschland (BVMI) | Gold                                                                   | 250.000  |
| Österreich (IFPI)  | Gold                                                                   | 25.000   |
| Insgesamt          | 2× Gold ·                                                              | 275.000  |